# Ksi Cancri
Ksi Cancri (ξ Cnc, Nahn) – gwiazda w gwiazdozbiorze Raka. Jest odległa od Słońca o 382 lata świetlne.

## Nazwa
Gwiazda ta ma nazwę własną Nahn; wywodzi się ona od perskiego ‏بینی‎ Nahn, „nos” i odnosi się do jednej z perskich „stacji księżycowych” (manzil), segmentów ekliptyki, które przemierza Księżyc w miesięcznym ruchu. Asteryzm ten tworzyła ta gwiazda i Lambda Leonis. Międzynarodowa Unia Astronomiczna w 2018 roku formalnie zatwierdziła użycie nazwy Nahn dla określenia Ksi Cancri A.

## Charakterystyka
Ksi Cancri to żółty olbrzym należący do typu G8,5. Ma temperaturę nieco niższą od Słońca (ok. 5100 K) i około 118 razy większą jasność. Jest sklasyfikowana jako gwiazda spektroskopowo podwójna, jednakże nierozdzielona przez interferometrię plamkową.